# Club de Fútbol Jaguares de Colima
El Club de Fútbol Jaguares de Colima conocido popularmente como Jaguares de Colima y con el mote de "Jaguares" fue un equipo del fútbol mexicano que militaba en la Primera división 'A' mexicana. 

## Liga Mayor
El equipo, fue fundado por la familia Antonio Leaño y Juan José Leaño en los años setenta con el fin de jugar en la Segunda División. En 1976, Colima entró a la Liga Mayor de Fútbol Profesional (hoy Primera A) con el equipo Jaguares, que en ese entonces era filial de la Universidad Autónoma de Guadalajara. Con ese motivo se construyó el Estadio Colima, contando con un cupo para diez mil aficionados. Con la desaparición del club a mediados de los años ochenta, Leaño vendió el estadio al gobierno del estado de Colima.

## Primera división 'A' mexicana
A pesar de esa desaparición, el equipo resurgiría en la Primera división 'A' mexicana, participando en 6 temporadas (Entre el Invierno 1997 y el Verano 2000), jugando un total de 120 partidos, de los cuales 36 correspondieron a victorias, 30 a empates y 54 a derrotas. El equipo anotó un total de 149 goles y recibió 196, obteniendo un total de 138 puntos. Finalmente el equipo desapareció, ya que la franquicia fue puesta en venta en el año 2000.

## Estadio

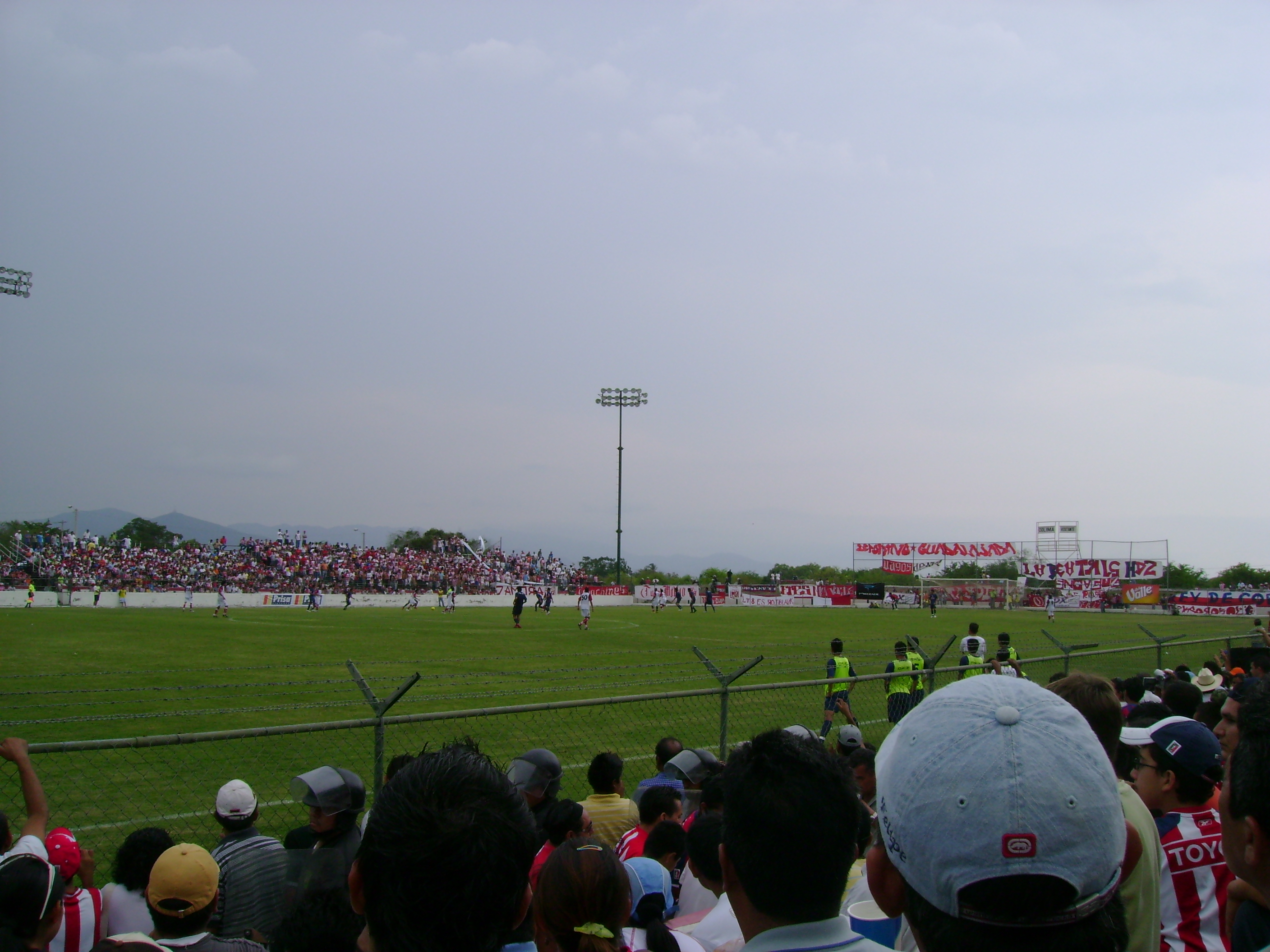
Estadio Colima

- Datos: Q1313380